# 近藤勝也
近藤勝也（1963年6月2日—）是出身於愛媛縣新居濱市的日本動畫作畫監督、角色設計師、插圖家。

## 經歷
於高校畢業後，近藤勝也進入了Studio動畫室。早期曾參與過一些美式卡通電視動畫如《戰鬥王》、《妙妙熊歷險記》等作品製作。
之後加入吉卜力工作室，首次在吉卜力參與作品為1986年的《天空之城》中擔任原畫一職。而後續展露頭角、替1989年的吉卜力動畫《魔女宅急便》負責劇中角色造型設計一職。之後並曾接案為由鳥海永行執導、改編自小說家酒見賢一作品《後宮小說》的電視動畫《如風如雲》裡頭的角色設計。
除為動畫、電子遊戲等作品設計角色造型外，亦曾為小說家冰室冴子的《海潮之聲》提供插圖、或是將酒見賢一的小說《D’arc～聖女貞德傳》繪製成漫畫、在吉卜力2006年短篇動畫《尋找棲所》擔任協助執導的演出動畫師一職、以及為2008年動畫《崖上的波妞》的同名主題曲作詞等多方面領域的嘗試。而個人畫展「吉卜力畫家 近藤勝也展」則在2012年夏季於他的故鄉新居濱市舉辦。

## 參與作品

### 劇場動畫
- 天空之城（1986年）：原畫
- 王立宇宙軍（1987年）：原畫
- 龍貓（1988年）：原畫
- 魔女宅急便（1989年）：角色設計、原畫
- 兒時的點點滴滴（1991年）：作畫監督
- 紅豬（1992年）：原畫
- 平成狸合戰（1994年）：作畫
- 魔法公主（1997年）：原畫
- 隔壁的山田君（1999年）：原畫
- 海之極光（2000年）：角色設計
- 霍爾的移動城堡（2004年）：原畫
- 崖上的波妞（2008年）：作畫監督
- 借物少女艾莉緹（2010年）：原畫
- 來自紅花坂（2011年）：角色設計
- 風起（2013年）：原畫

### 電視動畫
- 戰鬥王（1984年，日美合作）：角色設計、原畫
- 貓眼三姐妹（1985年）：第4、8、11、15、34集原畫
- 妙妙熊歷險記（1985年）
- 相聚一刻（1986年）：第39集原畫
- 彩虹仙子（1990年）：原畫
- 如風如雲（1990年）：角色設計、作畫監督
- 海潮之聲（1993年）：角色設計、作畫監督
- 電腦線圈（2007年）：第1、7集原畫
- 綠林女兒羅妮婭（2014年）：角色設計
- 安雅与魔女（2020年）：角色設計

### OVA動畫
- Twilight Q：迷宮物件 FILE538（1987年）：角色設計
- 惡魔人（1987年）：原畫
- 惡魔人 妖鳥死麗濡編（1990年）：原畫

### 短篇動畫
- 風之通道（2004年）：原畫
- 尋找棲所（2006年）：演出動畫師
- 鼠相撲（2010年）：作畫監督助理
- 禪 古古與小黑炭（2022年）：導演

### 電子遊戲
- 玉繭物語（1998年）：角色設計
- 玉繭物語2（2001年）：角色設計

### 小說插圖
- 海潮之聲（1990-1992年）
- 海潮之聲 ～因為有愛～（1995年）

### 漫畫
- Darc～聖女貞德傳（1995年）：改編自酒見賢一原著小說、發行2冊後休刊

### 歌曲作詞
- 崖上的波妞（2007年）

### 企業形象圖示設計
- RYOBI株式會社形象圖示：角色設計

### 其他
- 角川漫畫學習系列 日本的歷史 - 第15集：戰爭、然後邁向現代 -：封面插圖[5]

## 個人畫集
- 近藤勝也ArtWorks 玉繭物語&玉繭物語2：2002年發行

## 外部連結
- 日本電影數據庫（JMDb）上近藤勝也的資料（日語）
- Katsuya Kondô在互联网电影资料库（IMDb）上的資料（英文）